# Portes de carrer (Mataró)
Les Portes de carrer és una obra de Mataró (Maresme) protegida com a Bé Cultural d'Interès Local.

## Descripció
Es tracta de 12 portes ubicades al centre històric del municipi que s'han conservat pel seu interès.

## Història
A finals del segle xvii s'observen uns detalls de cara a l'embelliment de les cases, els objectes d'ús quotidià i el mobiliari. El fet representa l'inici d'unes noves creacions d'art popular que, ben entrar el segle xviii arribaran a un gran esplendor. Les façanes de les cases comencen a embellir-se, es té cura de l'execució de la fusteria de les finestres, portes i gelosies bombades. La porta d'entrada és enriquida amb l'aplicació d'una decoració en talla de fusta, combinada amb repartiment ordenat de claus de grossa cabota, escuts decoratius de xapa de ferro retallada en els panys i historiats pica portes. Les mateixes portes confirmen la data de construcció que moltes vegades s'intercalava en la part central de la decoració.
Les formes barroques van ser tingudes en molta estima fins ben entrat el segle xix. La introducció de nous estils a la majoria de les cases no representa la supressió dels elements barrocs, que continuaren essent valorats i conservats curosament al costat de les noves formes del segle xix.